# Konica autoreflex T3
La Konica autoreflex T3 és una càmera rèflex mecànica de 35 mm fabricada per Konica l'any 1973.
Aquesta, és la successora de la Konica autoreflex T2. La T3, va ser substituïda per la T4 el 1978.

## Característiques
La Konica autoreflex T3 té la muntura Konica AR, així que es poden utilitzar amb la càmera tots els objectius amb aquesta muntura. L'enfocament es realitza mitjançant un telèmetre d'imatge dividida.
Aquest model es pot fer servir tant en manual, com amb el mode de prioritat a la velocitat, seleccionant en un dial el temps d'exposició, el qual va des d'1 segon fins a 1/1000 i la sensibilitat de la pel·lícula que s'està usant a dins el mateix dial, el qual es pot graduar des de 12 fins a 3.200 ASA. Tota la informació necessària per a la correcta exposició, com la velocitat d'obturació, l'obertura, i l'agulla de l'exposímetre es poden comprovar mirant a través del visor.
Aquest model consta de temporitzador de fins a 10 segons, un botó de previsualització de la profunditat de camp i una palanca per poder disparar sense avançar la pel·lícula i així fer dobles exposicions.
La cortina està fabricada amb un aliatge metàl·lic, i es mou verticalment en comptes d'horitzontal com en la majoria de càmeres. Això implica que ha de recórrer una distància més curta, i per tant, és més ràpida. Aquesta característica permet disparar i sincronitzar el flaix a 1/125 segons, més d'un 50% més ràpid que amb els obturadors convencionals.
La placa de pressió de la pel·lícula té una mida gran en comparació amb altres càmeres de l'epoca, això ajuda que la pel·lícula utilitzada vagi totalment plana i no es distorsioni la imatge captada.

## T3n

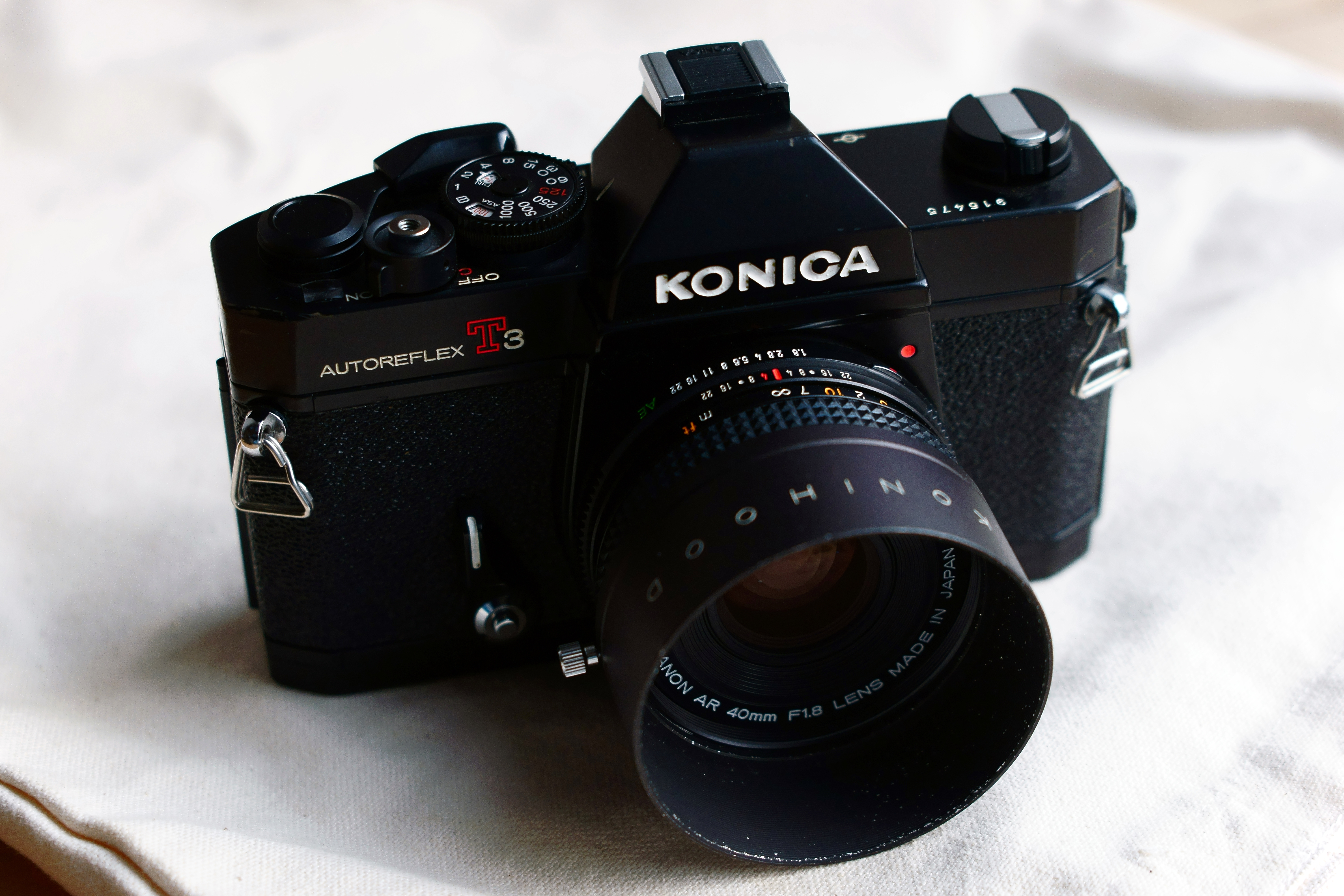
Konica T3n

La T3n o n-T3 (de new), va sortir al mercat el 1975 com una actualització de la T3, amb la diferència de què la més nova té el sòcol de flaix fix en lloc d'intercanviable i incorpora un obturador en el visor, a fi que la llum dispersa no entri pel mateix i irriti el mesurador de llum.
També hi ha diferències de disseny, com la palanca de doble exposició millorada amb una petita empunyadura, la tapa de la pel·lícula més robusta, el pentaprisma amb un acabat pla en lloc d'acabat en punta i una ratlla blanca en el temporitzador en el nou model.

## Edició limitada
L'edició normal estava disponible en negre i crom-negre. L'edició limitada de la T3n, es diferència perquè les parts que en el model normal són cromades, en aquesta edició són daurades. Aquesta no es va vendre al públic general, era un obsequi de Konica als venedors excepcionalment exitosos, i no tenen número de sèrie.